# Cattleya velutina
Cattleya velutina é uma espécie de  planta do gênero Cattleya e da família Orchidaceae.
Pertence ao subgênero Intermediae. Esta espécie é coletada sobretudo no Espírito Santo, porém também tem registros na Bahia e Rio de Janeiro. Em São Paulo, a literatura indica a existência de uma Cattleya velutina var. paulistana, que porém não tem descrição formal, e não foi encontrado qualquer material de herbário oriundo do estado de São Paulo. A espécie é facilmente reconhecida pela morfologia peculiar do labelo espalmado e colocação branco-amarelado com listas rosa-avermelhado. Floresce no final do verão, dezembro até março.

## Taxonomia
A espécie foi descrita em 1870 por Heinrich Gustav Reichenbach.
Os seguintes sinônimos já foram catalogados:  
- Cattleya alutacea  Barb.Rodr.
- Cattleya alutacea velutina  Barb.Rodr.
- Cattleya fragrans  Barb.Rodr.
- Cattleya tetraploidea  Brieger
- Cattleya velutina alutacea  (Barb.Rodr.) Cogn.
- Cattleya velutina lietzei  Regel
- Cattleya velutina punctata  Regel

## Forma de vida
É uma espécie epífita e herbácea. Suas raíses tem calibre de (11.80 ± 2.4 mm²).

## Conservação
A espécie faz parte da Lista Vermelha das espécies ameaçadas do estado do Espírito Santo, no sudeste do Brasil. A lista foi publicada em 13 de junho de 2005 por intermédio do decreto estadual nº 1.499-R.

## Distribuição
A espécie é endêmica do Brasil e encontrada nos estados brasileiros de Bahia, Espírito Santo e Rio de Janeiro.
A espécie é encontrada no domínio fitogeográfico de Mata Atlântica, em regiões com vegetação de floresta ombrófila pluvial.